# Mischocyttarus infrastriatus
Mischocyttarus infrastriatus är en getingart som beskrevs av Zikan 1949. Mischocyttarus infrastriatus ingår i släktet Mischocyttarus och familjen getingar. Inga underarter finns listade i Catalogue of Life.